# Žilina
Žilina (německy Sillein nebo Silein, maďarsky Zsolna, polsky Żylina, latinsky Solna) je krajské a okresní město na Slovensku, 170 km severovýchodně od Bratislavy, na soutoku řek Váhu, Kysuce a Rajčanky v Žilinské kotlině, 28 km od hranic s Českem. Jedná se o důležité průmyslové i dopravní centrum, sídlo univerzity a od roku 2008 i biskupa římskokatolické žilinské diecéze. V květnu 2020 zde žilo přes 82 700 obyvatel a bylo tak čtvrtým největším slovenským městem, někdy se jí říká „perla na Váhu“ .

## Historie

### Dávná doba a středověký rozvoj
Oblast dnešní Žiliny byla osídlena již v paleolitu, později tu existovalo halštatské hradiště a slovanské mohylové pohřebiště. V 9. století zde vznikl první románský kostel.[zdroj?] První zmínka o městu pochází z roku 1208, tehdy to ale byla malá slovanská osada, z níž se zachoval jen kostel sv. Štěpána. Počátkem 14. století založili němečtí osadníci nové město, které před rokem 1312 získalo městské práva, z roku 1381 pochází listina Privilegium pro Slavis krále Ludvíka I., která stanoví, že slovanští a němečtí obyvatelé mají mít ve správě města stejné zastoupení. Z roku 1378 pochází první, německy psaná část Žilinské městské knihy, obsahující Magdeburské právo a několik modliteb. Další část obsahuje slovenský překlad téhož od roku 1451 a další záznamy v němčině, slovenštině a latině.

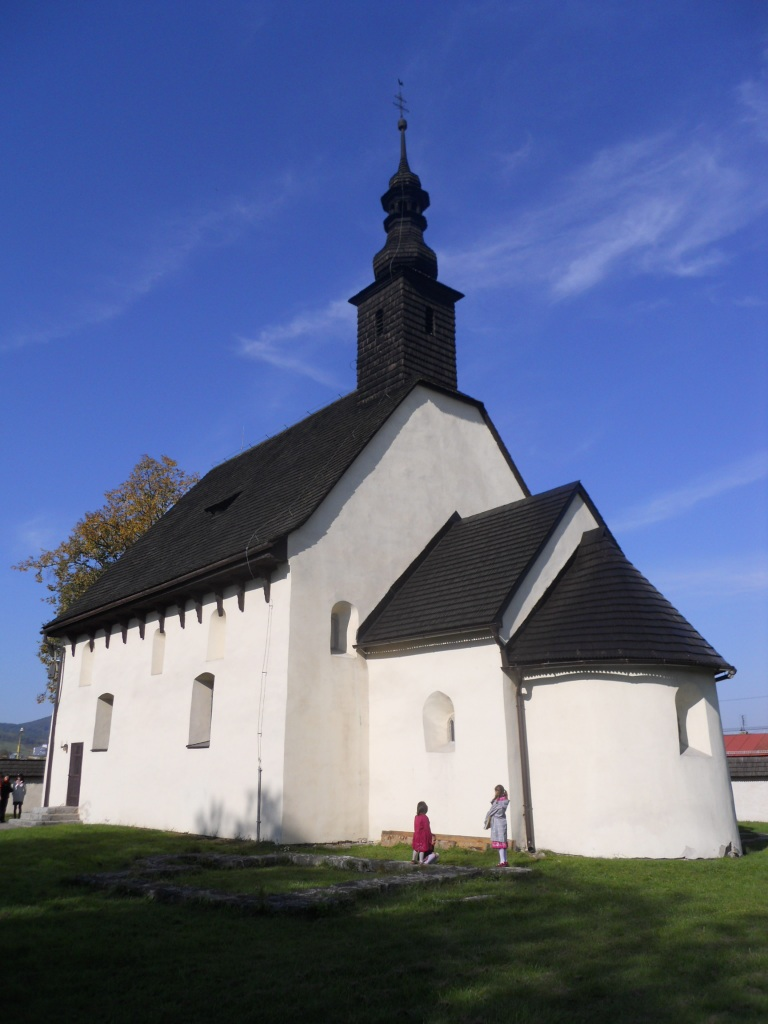
Románský kostelík sv. Štěpána

V letech 1431 a 1434 město dobyli a vypálili husité. V 16. století přišla do města reformace, roku 1542 se zmiňuje střední škola a roku 1610 se zde konala významná synoda, která založila první protestantskou církevní organizaci v celých Uhrách. V 17. století probíhala rekatolizace města, které však po požárech a epidemiích v 18. století upadalo. Přesto zde vznikly barokní kostely sv. Barbory a sv. Pavla, jezuitské gymnázium (1691) a byl přestavěn i kostel Nejsvětější Trojice, od roku 2008 biskupská katedrála. V období baroka vznikl i dnešní Budatínský hrad a další kláštery a stavby.

### Moderní doba
Od roku 1848 byla Žilina jedním z ohnisek národního obrození. K velkému oživení hospodářství a průmyslu přispělo železniční spojení Bohumín – Košice (1872) a trať do Bratislavy (1883). Během 1. světové války byl v Žilině zajatecký tábor a vojenská nemocnice. Na vojenském hřbitově bylo pochováno 1276 válečných obětí. Po skončení první světové války, rozpadu Rakousko-Uherska a vzniku Československa se slovenské kraje připojily k tzv. Martinské deklaraci. Představitelé Žiliny byli mezi prvními a dokument podepsali už 2. listopadu 1918. Do března 1919 v Žilině zasedali celoslovenští zástupci, teprve poté se metropolí východní poloviny Československé republiky a krajiny Slovenské stává Bratislava.
Po poradě představitelů slovenských politických stran vyhlásil 6. října 1938 v Žilině Jozef Tiso autonomii Slovenska v rámci Česko-Slovenska a o den později byl prezidentem E. Benešem jmenován předsedou slovenské vlády. Město se nacházelo na hranici tzv. ochranné zóny, kterou nacistické Německo vytvořilo na severozápadním území Slovenska (většinou v horách) aby zajistilo svou vojenskou přítomnost v příhraničí vlastního území. Během Slovenského národního povstání, které trvalo od konce srpna do konce října roku 1944, se Žilina octla na osvobozeném území a nedaleko od ní byla vedena bitva o Strečnianský průsmyk. Cílem bylo získat kontrolu nad klíčovou železnicí v Pováží. Žilinu a celou Žilinskou kotlinu osvobodila Rudá armáda a 1. československý armádní sbor dne 30. dubna 1945.

### Po druhé světové válce (období socialismu)
Po osvobození a obnovení Československa měla Žilina 18 000 obyvatel, o čtyři roky později se stala při správní reformě státu centrem kraje. Od roku 1949 je v Žilině městská doprava a roku 1960 sem byla z Prahy přenesena Vysoká škola dopravní, roku 1996 přeměněná na univerzitu. Došlo k intenzivnímu rozvoji města, budování nových čtvrtí, avšak toto tempo zvolnilo krátce po další správní reformě, ve které Žilina status krajského města ztratila a stala se součástí Středoslovenského kraje, jehož centrem je Banská Bystrica. Počátkem 70. let bylo v Dolném Hričovu vybudováno nové letiště. Staré mohlo být odstraněno a na jeho místě se mohla zajistit nová bytová výstavba. V důsledku výstavby vodní nádrže Hričov byla zatopena část žilinské městské části Strážov.

### Po roce 1989
Během politických změn, které následovaly po sametové revoluci, nastoupila i v Žilině soutěž více politických stran. Při prvních volbách do městského zastupitelstva byl zvolen za primátora kontroverzní nacionalistický politik Ján Slota, známý také jako předseda Slovenské národní strany. Slota byl primátorem města až do roku 2006. Za jeho vlády dochází k obnově historické části města, z hlediska dopravního pak veřejnou síť MHD posílila trolejbusová síť. Nedaleko od města byla na Váhu vystavěna Žilinská přehrada, jejíž první turbína se rozjela roku 1997. Po roce 2000 se první významnější událostí stala investice korejské automobilky Kia, jedna z největších ve Slovenské republice, v rámci které byl vybudován průmyslový závod nedaleko Žiliny - Kia Motors Slovakia.

## Městské symboly
Městský znak sestává ze štítu, dvojkříže a dvou hvězd na olivově zeleném podkladu. Dvojkříž a hvězdy jsou zlaté (resp. žluté). Dvojkříž má byzantský původ, vycházející z cyrilo-metodské tradice. Znak města Žiliny má vysokou heraldickou hodnotu a patří mezi nejstarší městské znaky na Slovensku. První vyobrazení znaku města pochází z roku 1379.
Vlajka města je vodorovně rozdělena na horní žlutý a dolní zelený pruh. Vlevo nahoře je umístěn znak města.
Pečeť města je kruhová. Ve středu je znak se štítem a dvoukřížem. Kolem pečeti se nachází latinský nápis SIGILLUM, CIVIUM. DE. ZILINA (doslovně česky: \"pečeť, občany ze Žiliny\"). Městské barvy jsou žlutá a zelená.

## Diecéze žilinská

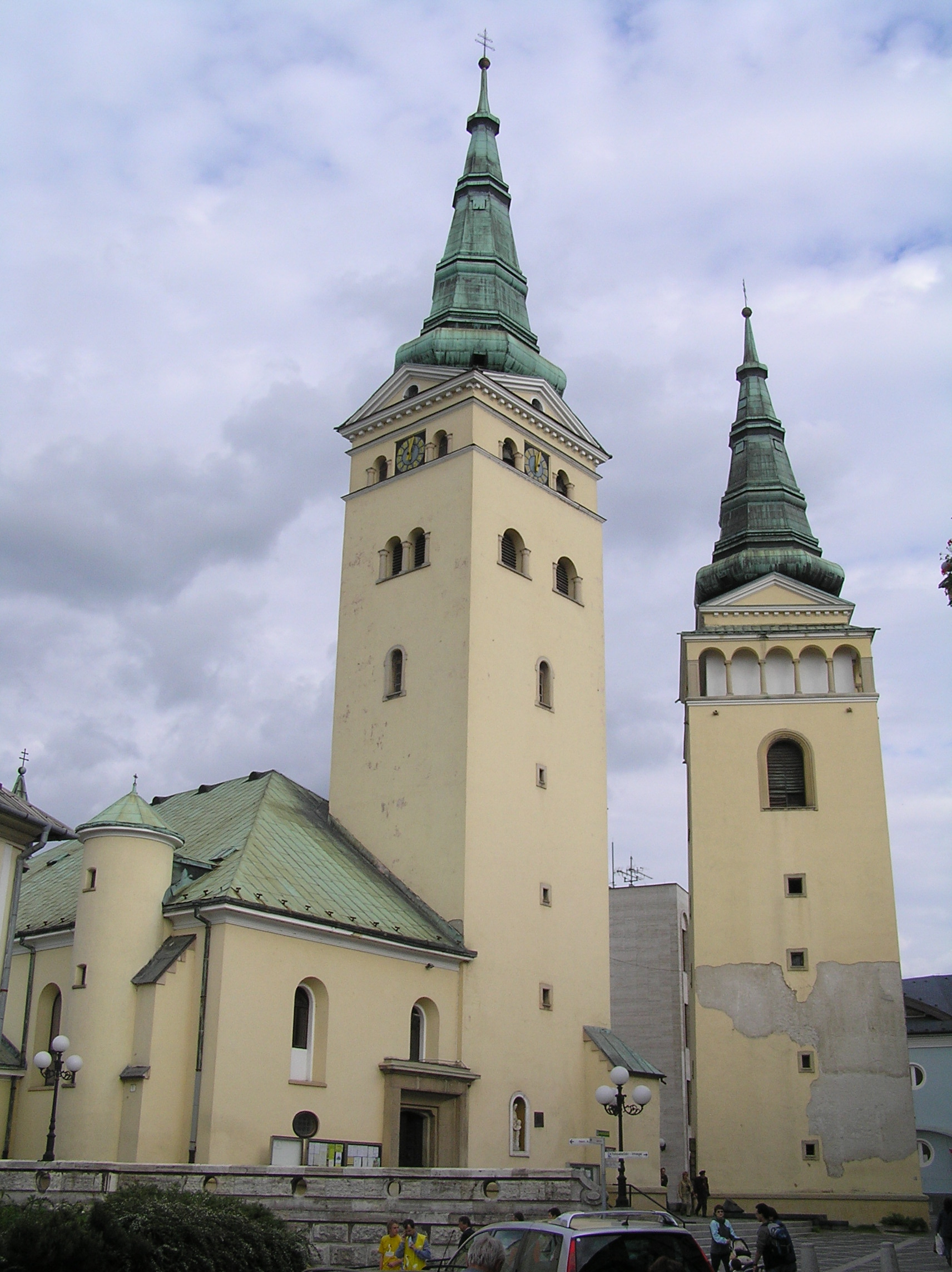
Katedrála s Burianovou věží

14. února 2008 papež Benedikt XVI. oddělil od nitranské diecéze několik farností a ustanovil novou diecézi v Žilině. 1. sídelním biskupem se stal pomocný banskobystrický biskup Tomáš Galis, který byl uveden do úřadu 15. března 2008.

## Pamětihodnosti
- Bottův dům ze 16. století
- Budatínský hrad
- Burianova věž vedle katedrály
- Katedrála Nejsvětější Trojice
- Klášter jezuitů na Mariánském náměstí
- Kostel svaté Barbory z 18. století
- Kostel svatého Jiří, dřevěný kostel v části Trnové
- kostelík svatého Štěpána v Dolných Rudinách (kolem 1260), románská stavba s freskami a kaplí Božího těla
- Mariánské náměstí (Rínok), dobře zachované čtvercové náměstí s podloubím, kostelem Obrácení svatého Pavla a sochou P. Marie
- Městská radnice ze 16. století
- Neologická synagoga z 20. století
- Považská galéria a Považské muzeum
- Rosenfeldův palác, secesní stavba z roku 1907
- Řemeslnický dům

### Další stavby
- Poesiomat v Parku Ľudovíta Štúra
- Památník Jozefa Miloslava Hurbana v Budatíně

## Vzdělávání
Žilina je univerzitním městem, z dřívější Vysoké školy dopravní vznikla roku 1996 Žilinská univerzita se sedmi fakultami a s inženýrskými i přírodovědnými obory. Kromě toho je zde řada středních a odborných škol a sídlí tu také Považská Galéria a Považské múzeum.

## Sport
Pro amatérský sport nabízí vhodné prostředí Žilinská přehrada se svým okolím. Nachází se zde skatepark, její hráz je volně dostupná na bruslení, běh a cyklistiku, v zimě běžecké lyžování. Městská plovárna celoročně poskytuje olympijský bazén, poblíž plovárny se nacházejí tenisové kurty.
Nacházejí se zde tyto kluby:
- MŠK Žilina – 7× mistr 1. slovenské fotbalové ligy
- Vlci Žilina – 1× mistr Slovenské Tipsport ligy

## Doprava
Žilina je významným dopravním uzlem, jímž prochází železniční trať Bratislava–Žilina a železniční trať Košice–Žilina . Ze stanice dále vychází železniční trať Žilina–Čadca (pokračuje dále do Bohumína a Ostravy) a železniční trať Žilina – Rajec. Na území města se nachází železniční stanice Žilina a železniční zastávky Žilina-Zariečie, Žilina-Solinky, Bytčica a Brodno. Žilina má dálniční spojení s Bratislavou a mezinárodní letiště. Obchvat Žiliny je dobudován zatím jen zčásti. Dále zde vedou silnice E50 a E75 také zde začínají a končí silnice I/11 a silnice I/64. Městskou hromadnou dopravu (autobusy a trolejbusy) provozuje DPMŽ  ty jsou součástí Integrovaného dopravního systému Žilinského samosprávného kraje (IDS ŽSK) . Noční autobusová doprava začala v Žilině být provozovaná od roku 1970 zavedením jedné linky s číslem 50 , od roku 1995 do roku 2008 byla ještě v provozu linka s číslem 51. Od roku 2008 funguje pouze linka číslo 50, která nadále funguje jako jediný noční autobus ve městě v provozu od 22:55 do 04:22,  je vedená okružní trasou přes všechny hlavní sídliště až na Železniční stanici .

## Části obce
K Žilině byly ve 2. polovině 20. století připojeny následující obce:
| - Bánová - Brodno - Budatín - Bytčica - Mojšova Lúčka - Považský Chlmec | - Strážov - Trnové - Zádubnie - Zástranie - Závodie - Žilinská Lehota |

Nově vybudovaná sídliště:
- Hliny – 60. léta
- Vlčince – 70. léta
- Solinky – 80. léta
- Hájik– 80. a 90. léta

Za zmínku stojí, že v Žilině dávali sídlištím v zásadě lidová označení, což bylo v kontrastu s tehdejšími krajskými městy Banskou Bystricí a Košicemi, kde se pro sídliště vytvářela umělá označení poplatná době.

### Náměstí
V Žilině se (v roce 2017) nachází 17 náměstí , mezi nejznámější patří Námestie Andreja Hlinku a Mariánské námestie. Obě jsou součástí pěší zóny v historickém centru města a bývají dějištěm důležitých městských kulturně-společenských akcí.

## Osobnosti
- Eliáš Lányi (1570–1618), církevní hodnostář, učitel, básník a spisovatel
- Eliáš Ladiver (1633–1686), filozof, profesor Prešovské školy
- Vojtech Jakub Gazda (1741–1817), náboženský spisovatel, hudebník, národní buditel
- Anton Ottmayer (1796–?), slovenský právník a spisovatel
- Antoni Aleksander Iliński (1814–1861), generál turecké armády
- Anton Bielek (1857–1911), spisovatel
- Štefan Králik (1909–1983), dramatik
- Ján Frátrik (1916–2000), básník a překladatel německé a francouzské poezie
- Štěpán Lucký (1919–2006), hudební skladatel
- Magdaléna Robinsonová (1924–2006), umělecká fotografka, portrétistka, ilustrátorka, reportérka
- Ján Lenčo (1933-2012), spisovatel, literární kritik
- Jana Štěpánková (1934–2018), česká herečka
- Ľubomír Feldek (* 1936), básník, prozaik, dramatik a překladatel
- Ivan Krajíček (1940–1997), herec a zpěvák
- Dušan Grúň (1942–2024), zpěvák
- Ivan Vojnár (* 1942), fotograf, kameraman a režisér
- Helena Blehárová (* 1943), zpěvačka
- Anna Šišková (* 1960), herečka
- Stanislav Griga (* 1961), fotbalista a trenér
- Martin Šulík (* 1962), herec, scenárista, režisér a pedagog
- Sisa Sklovská (* 1965), operní a muzikálová zpěváčka
- Juraj Blanár (* 1966), slovenský politik
- Peter Sagan (* 1990), cyklista
- Martin Molnár (*1996),hokejista,youtuber a vloger.

## Partnerská města
- Bílsko-Bělá, Polsko
- Blagoevgrad, Bulharsko
- Corby, Anglie, Spojené království
- Cotonou, Benin
- Čechovice-Dědice, Polsko
- Čchang-čchun, Čína
- Dnipro, Ukrajina
- Essen, Belgie
- Ferrara, Itálie
- Izmir, Turecko
- Frýdek-Místek, Česko
- Grodno, Bělorusko
- Chania, Řecko
- Kikinda, Srbsko
- Koper, Slovinsko
- Nanterre, Francie
- Plzeň, Česko
- Praha 15, Česko
- Třinec, Česko[15]

## Galerie

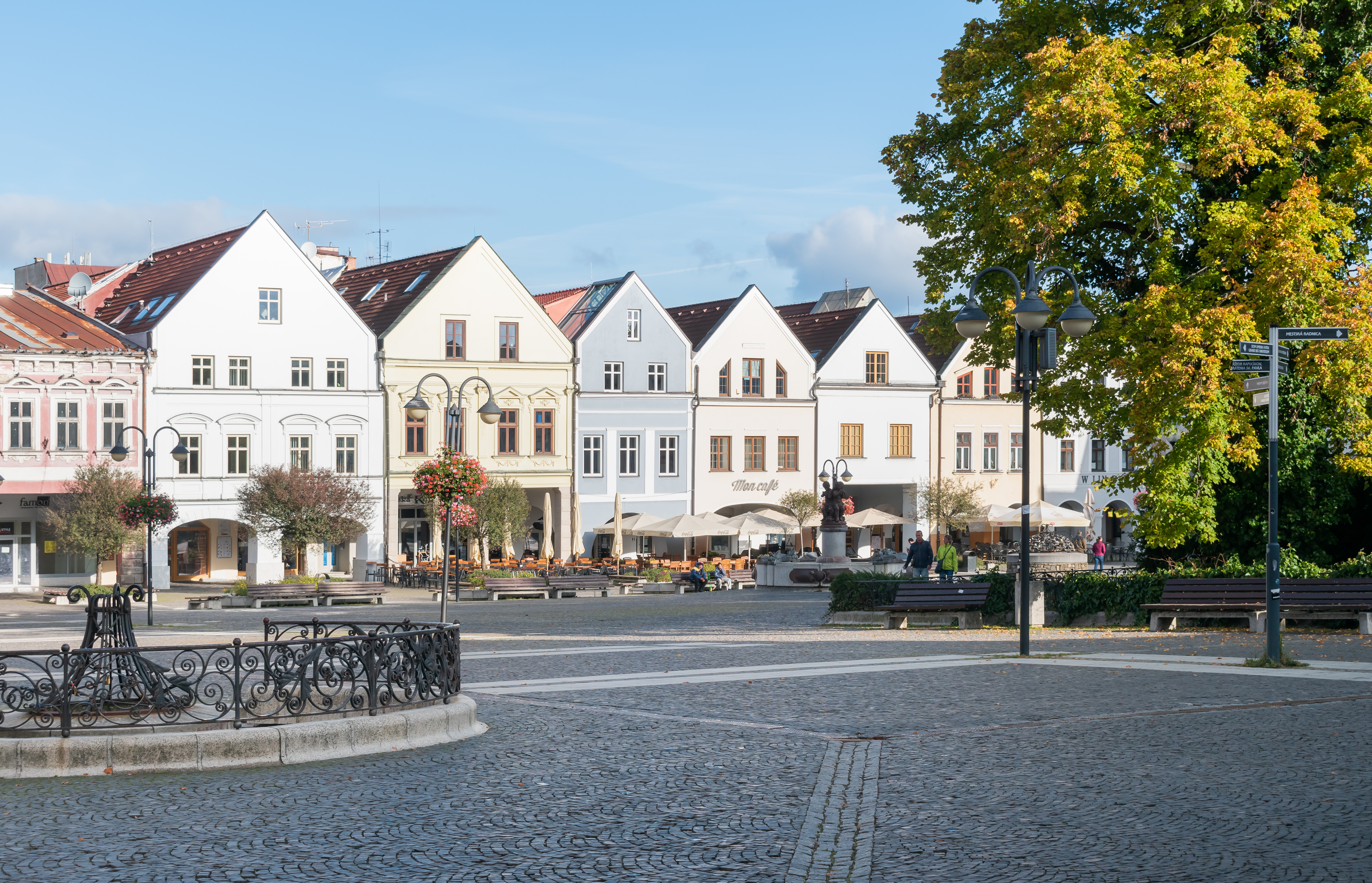
Pohled na Mariánské náměstí
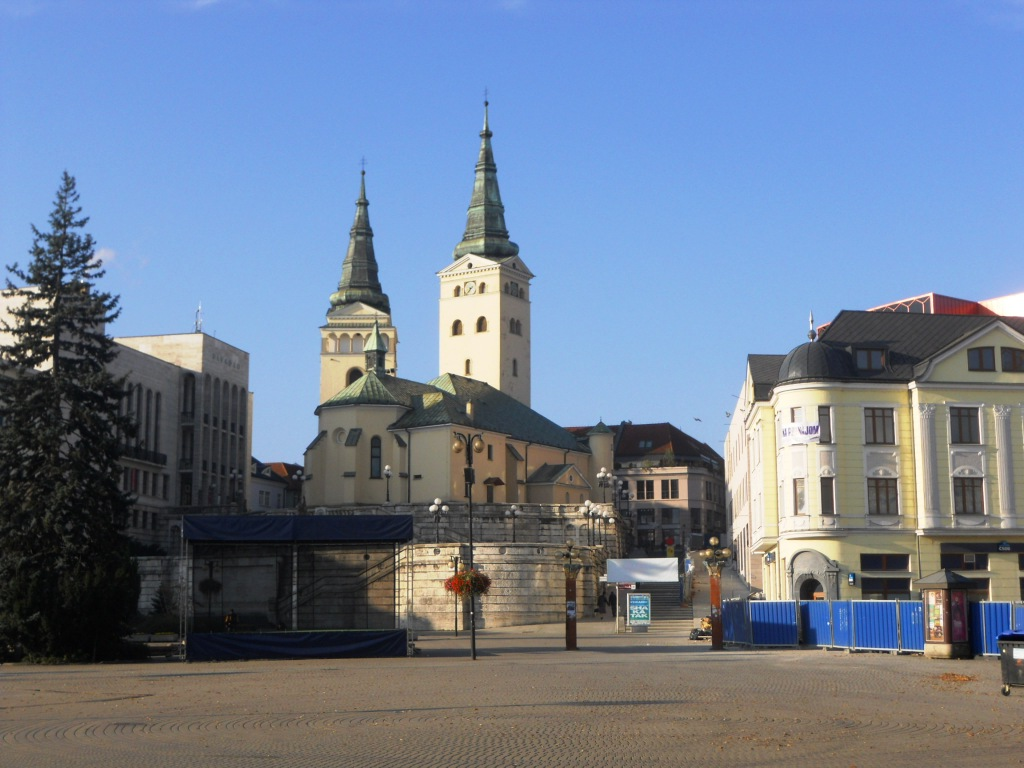
Katedrála a Burianova věž z Náměstí Andreje Hlinky.
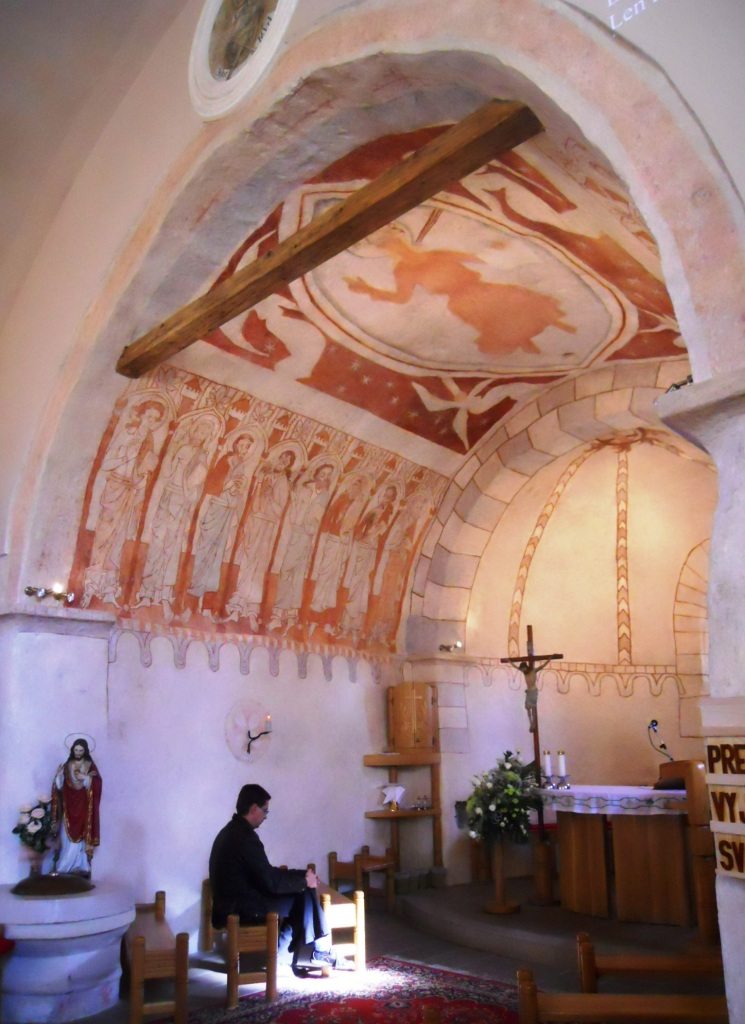
Fresky v kostele sv. Štěpána
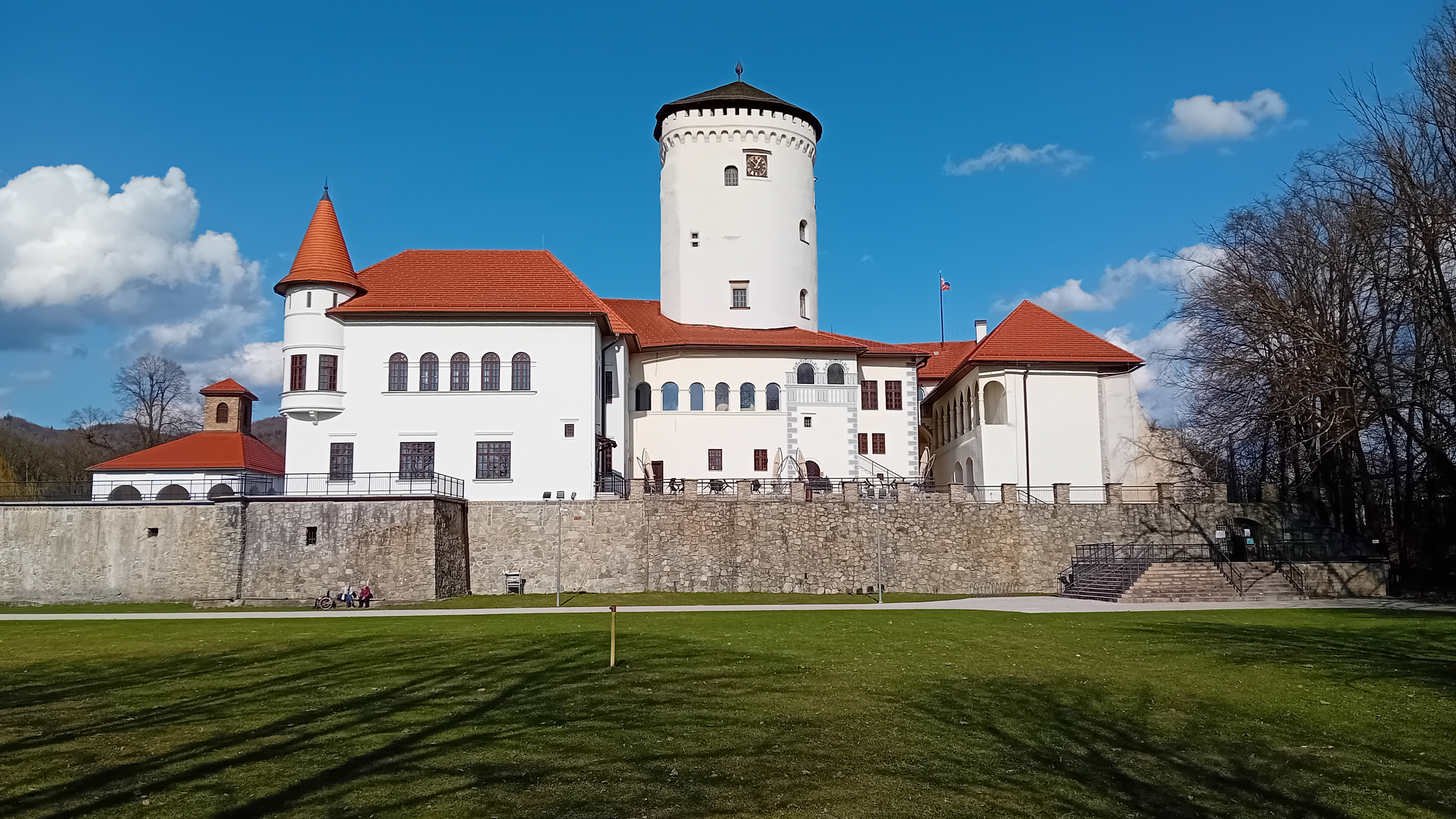
Budatínsky zámek
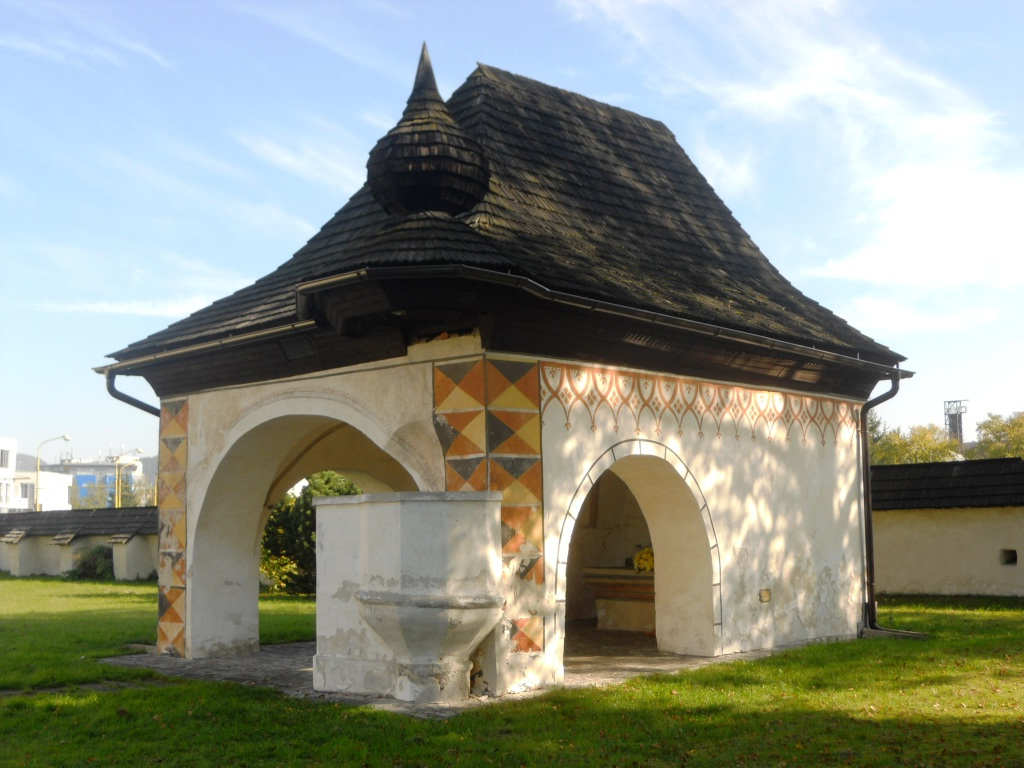
Kaple na bývalém hřbitově (16. století)
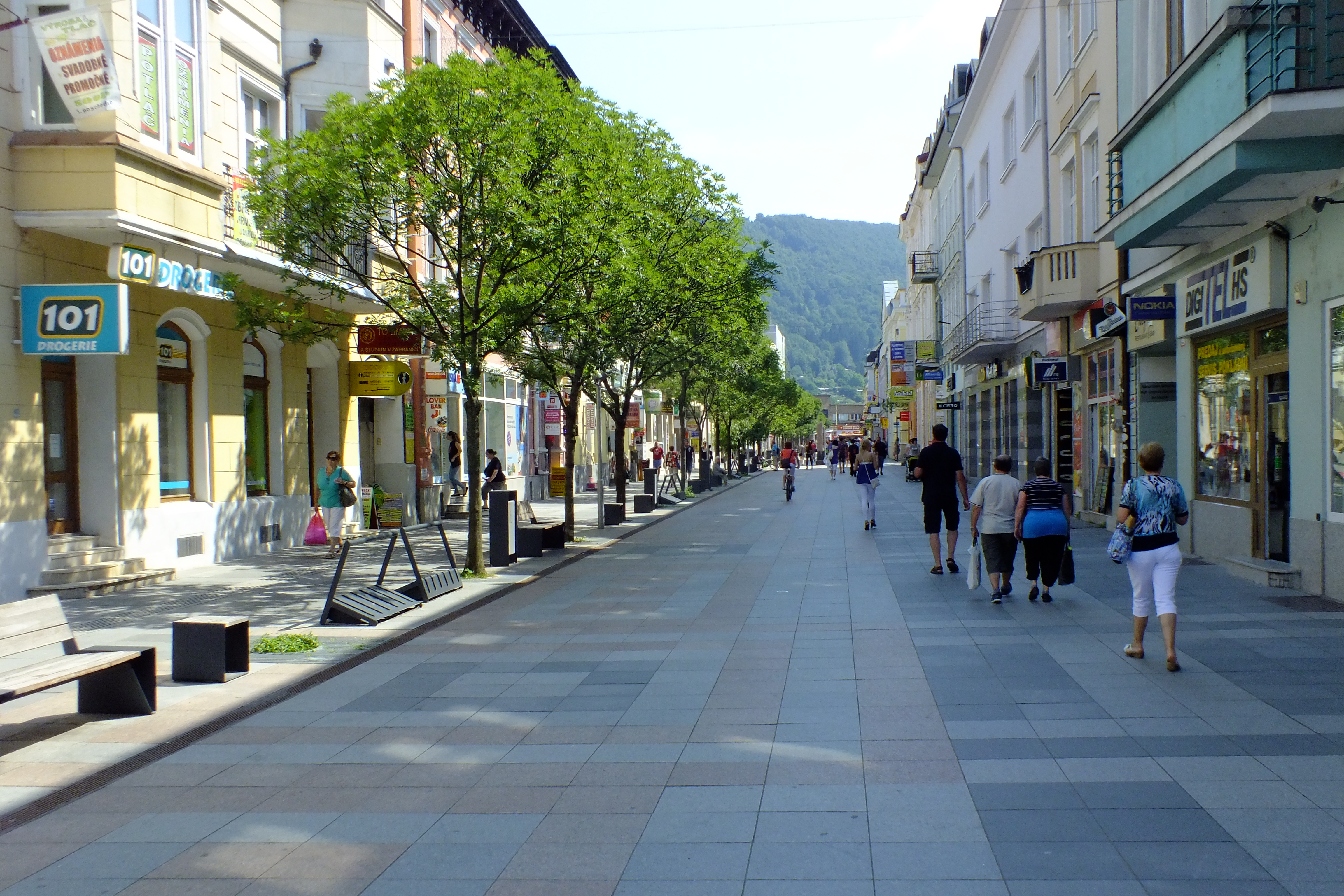
Národní ulice
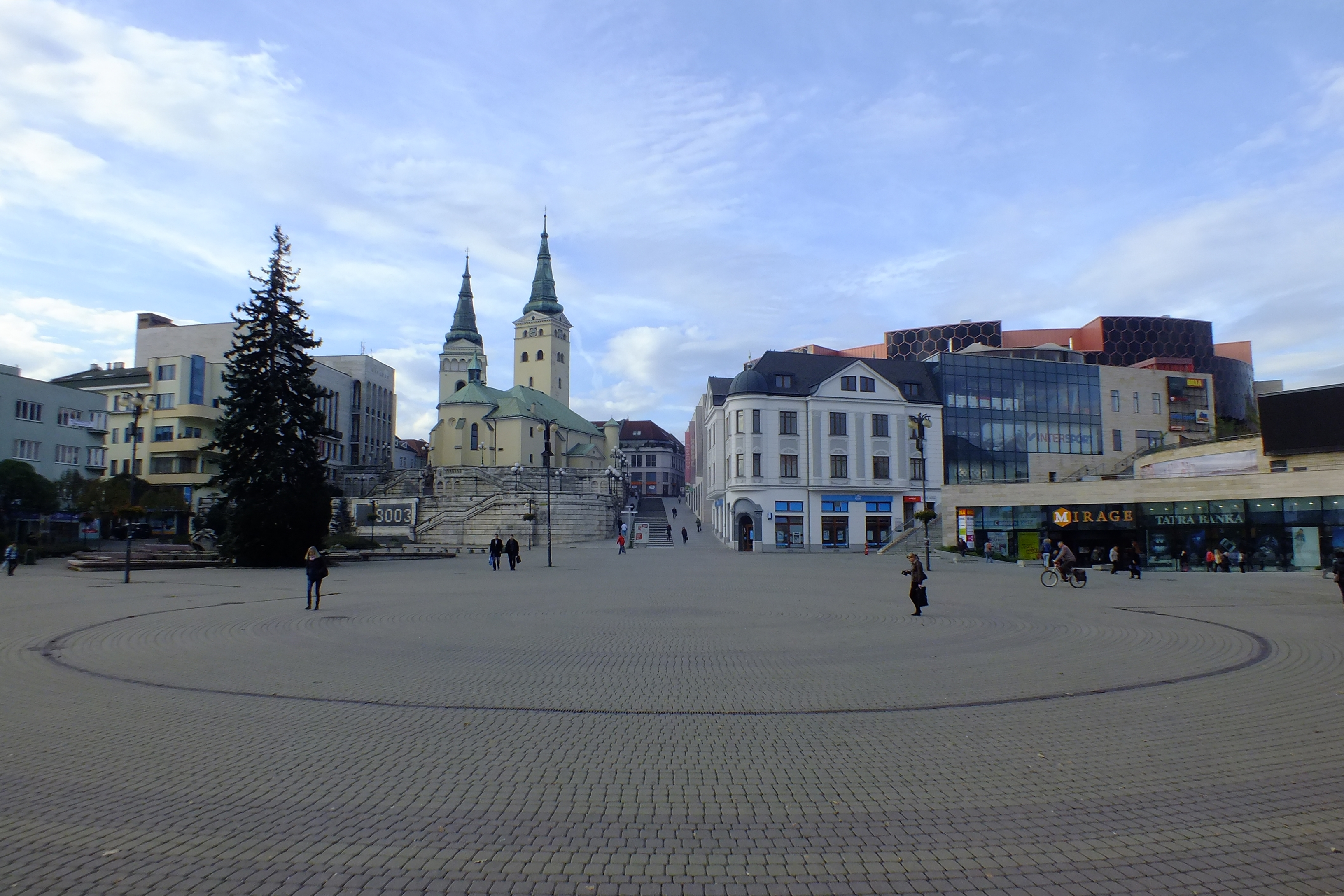
Náměstí Andreje Hlinky
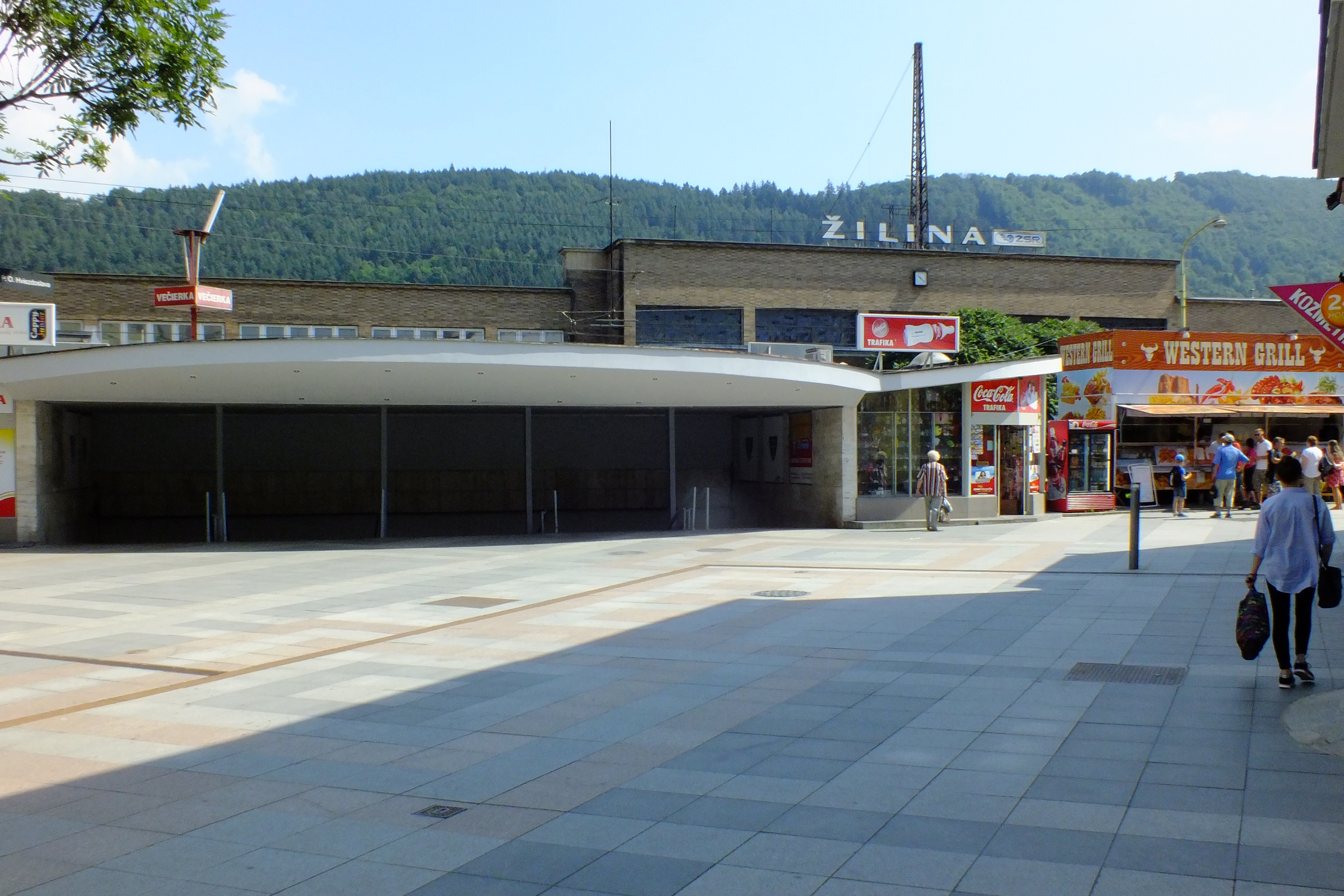
Železniční stanice v Žilině(od podchodu)
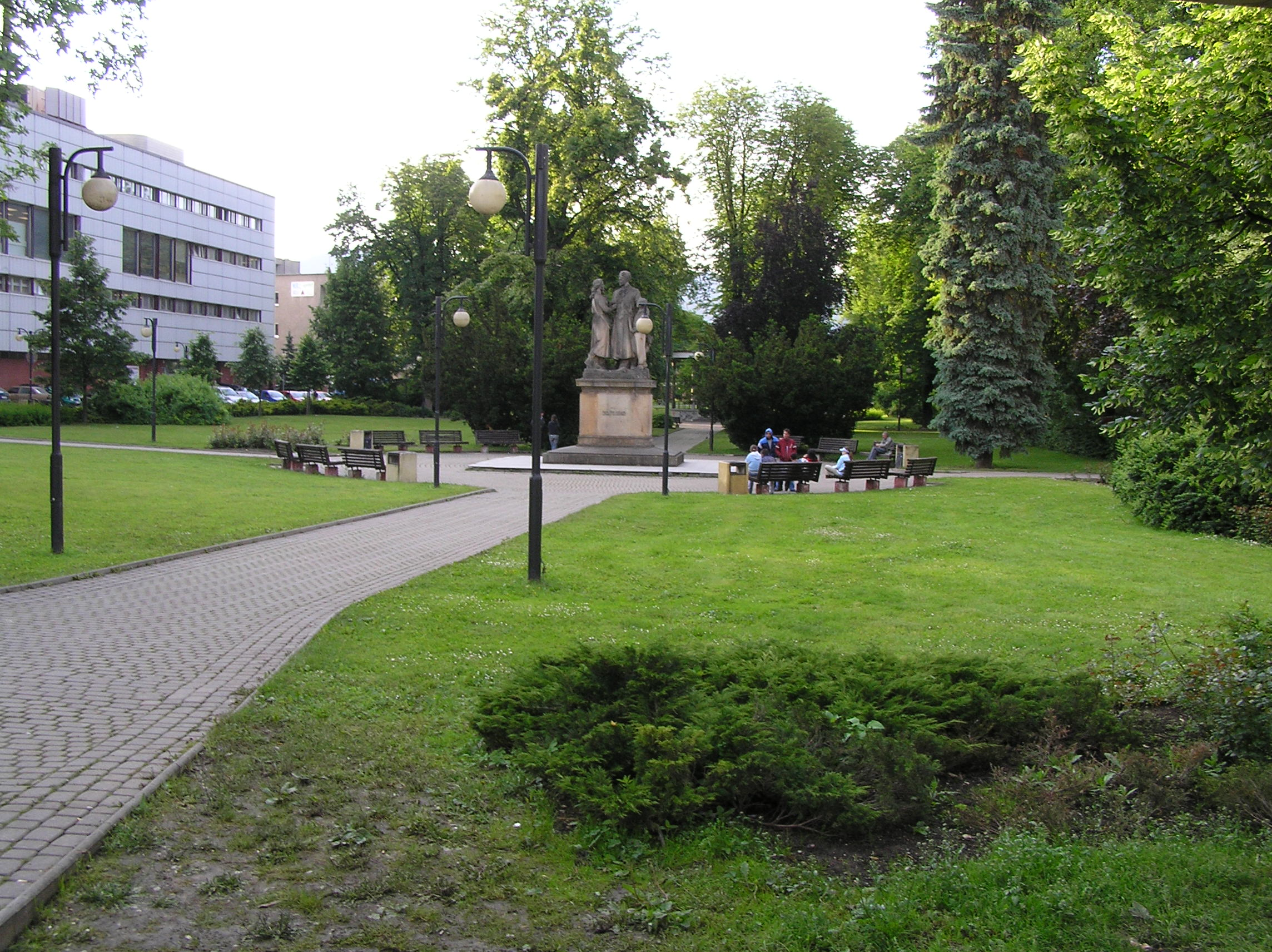
Městský park
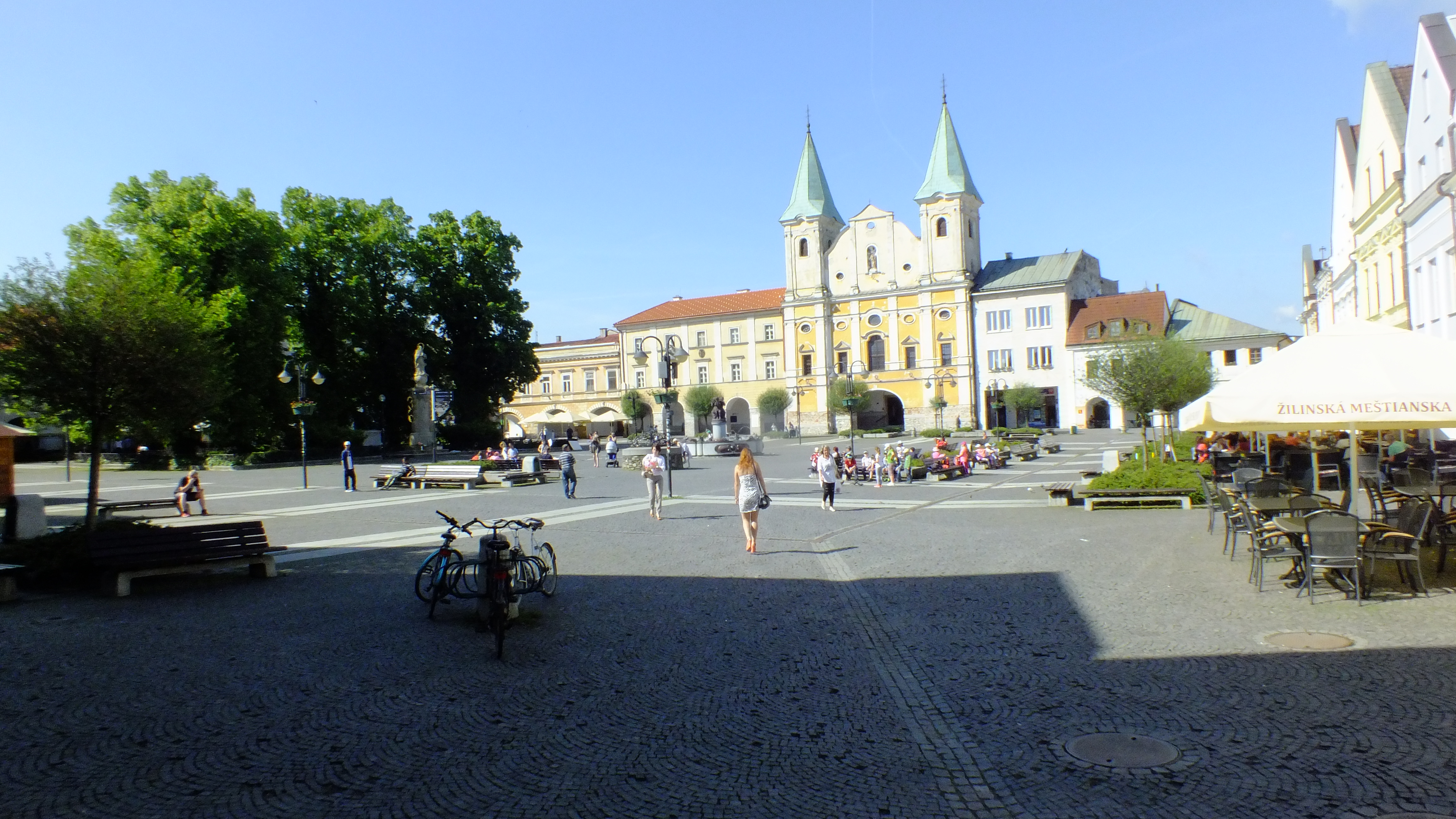
Mariánské Náměstí
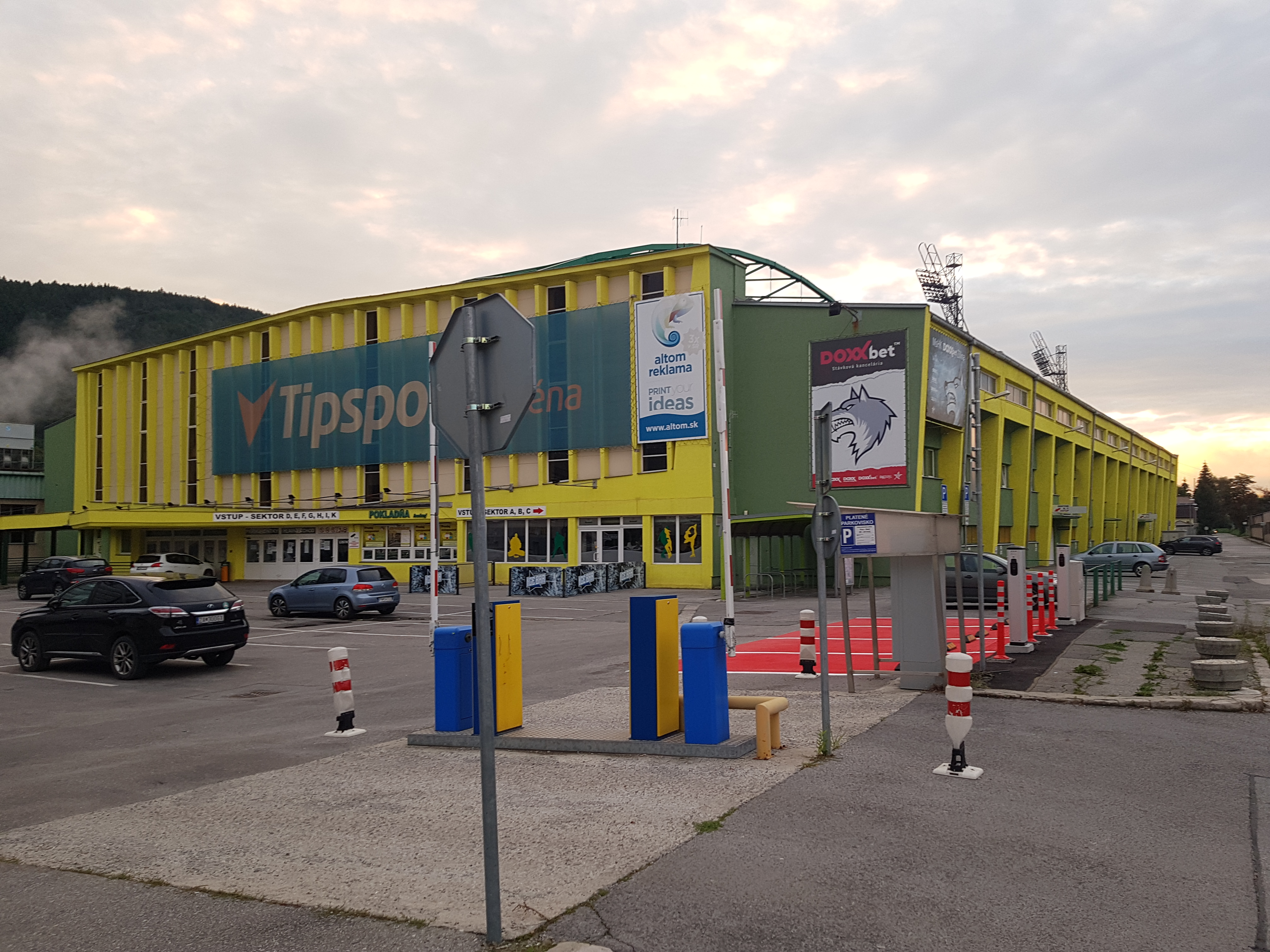
Zimní stadion
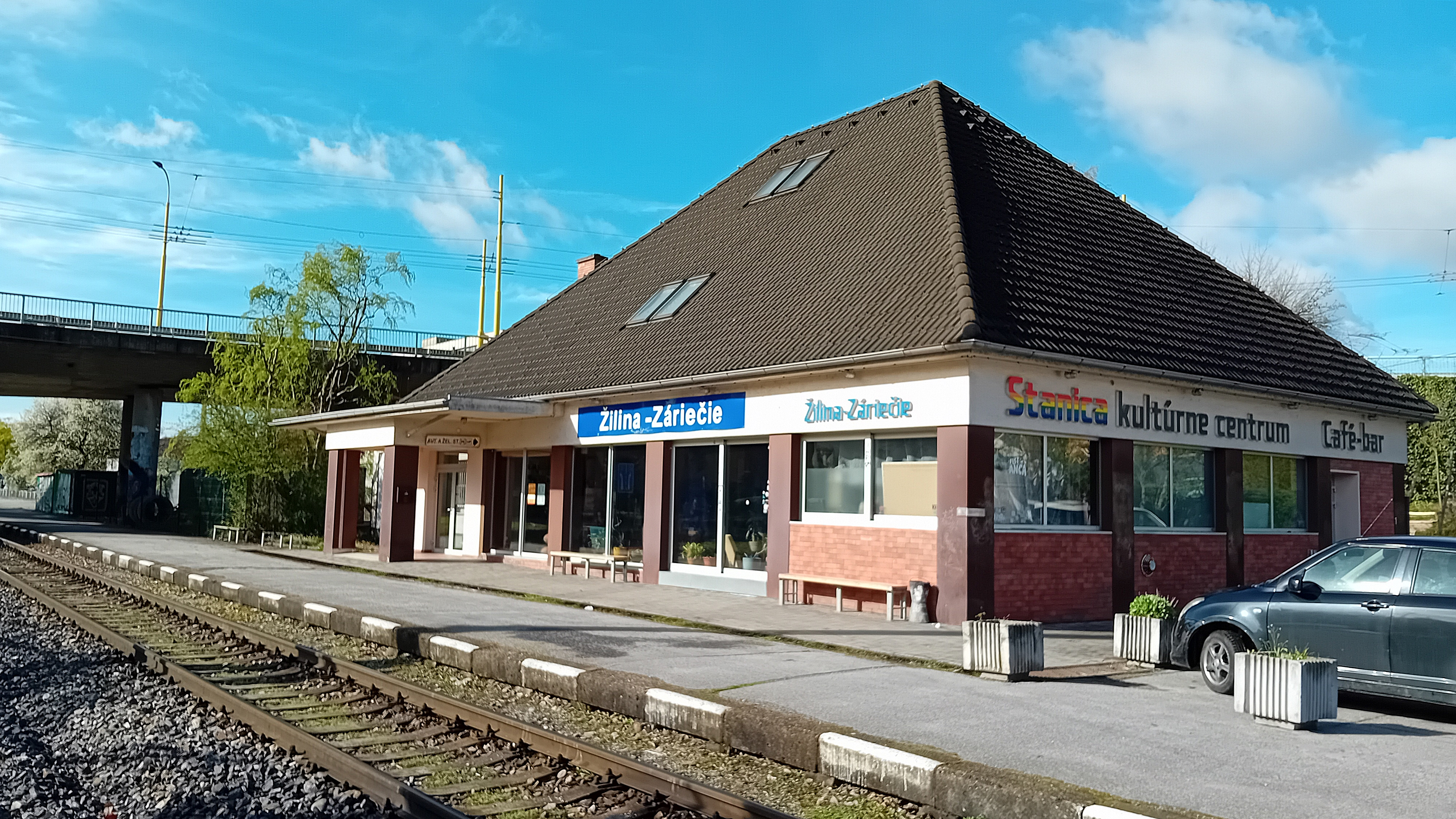
Železniční zastávka Žilina-Záriečie
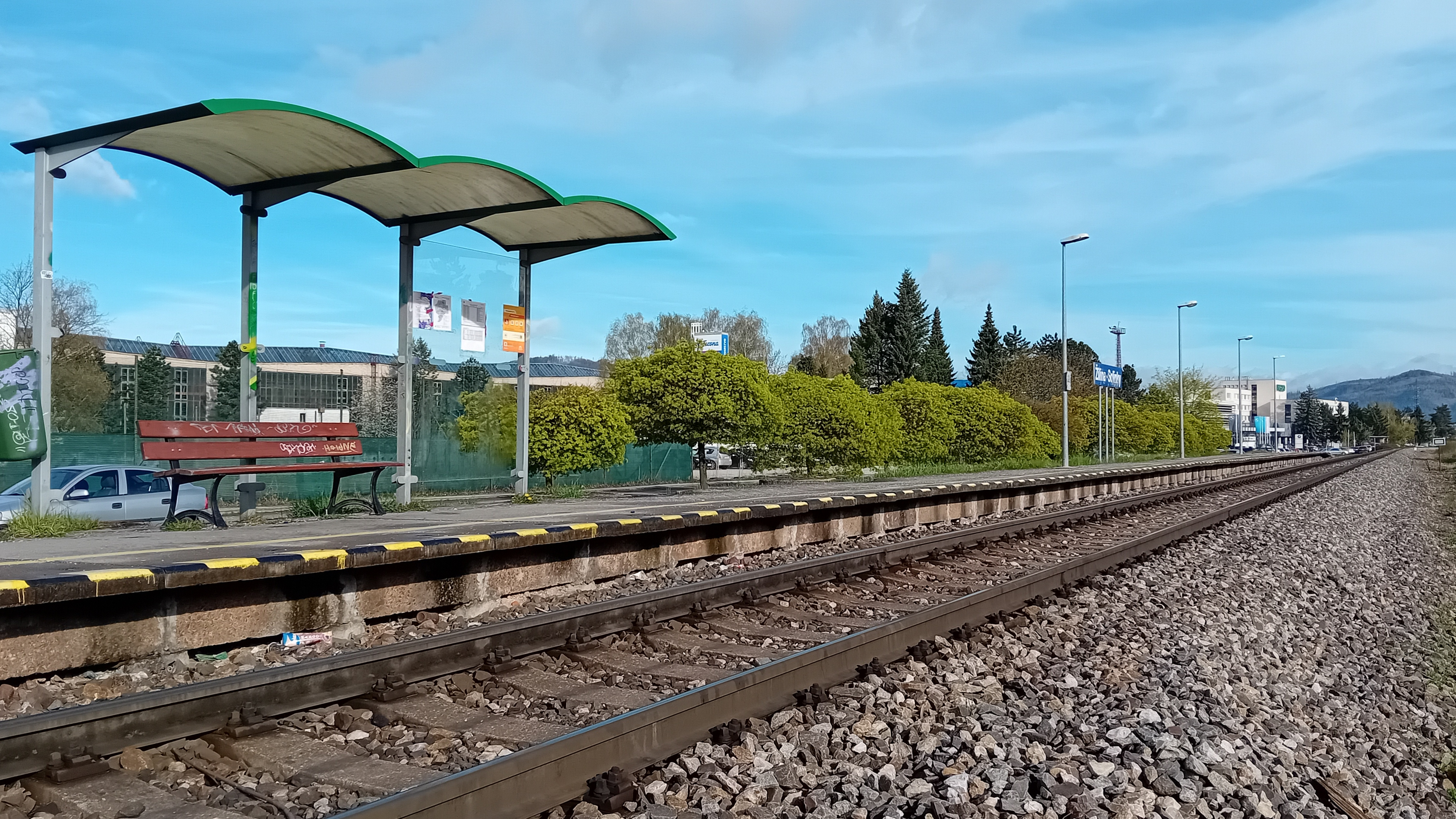
Železniční zastávka Žilina-Solinky
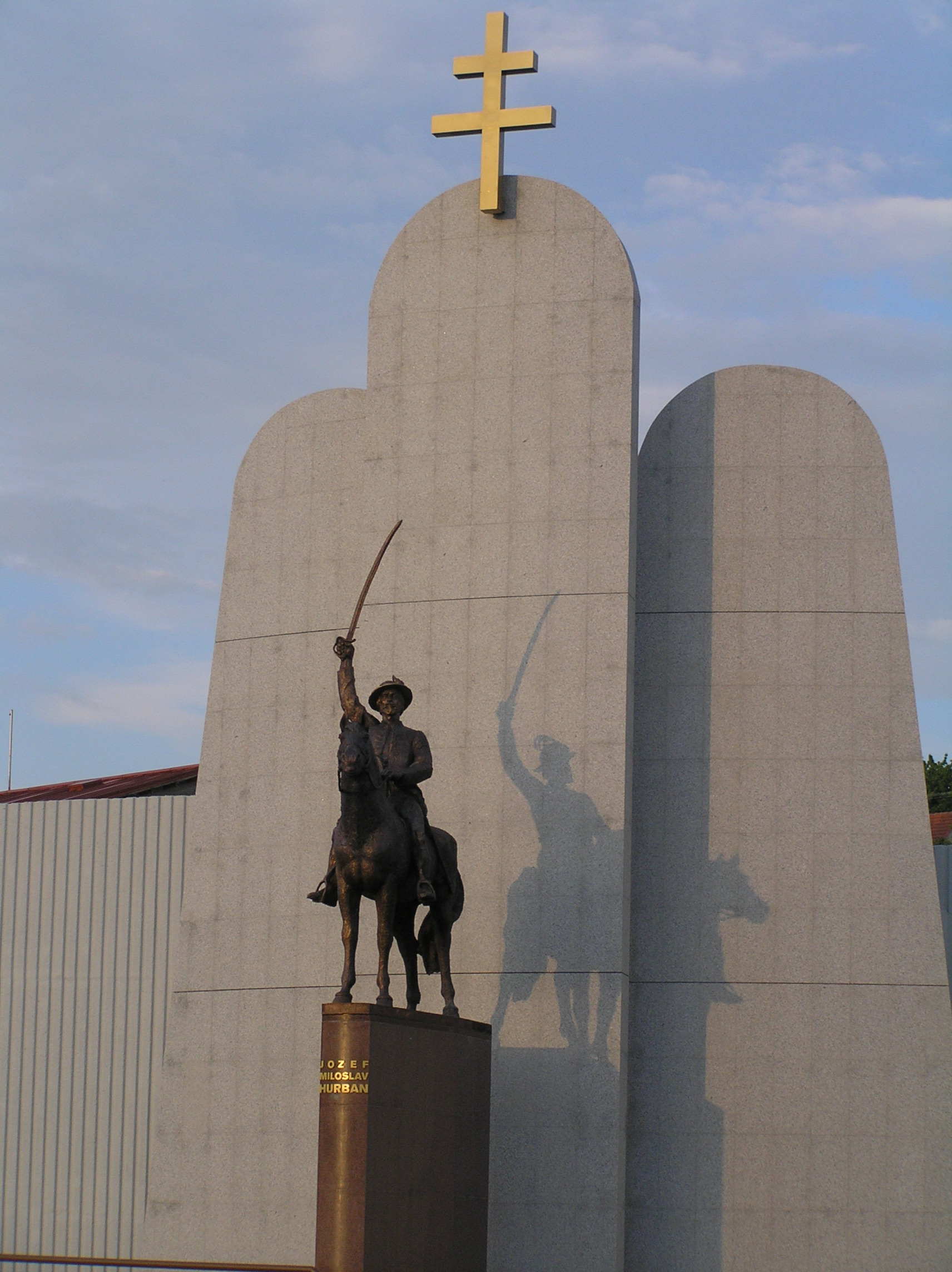
Památník Jozefa Miloslava Hurbana v Budatíně